# Costante di Madelung
La costante di Madelung è un termine costante che compare nell'espressione dell'energia di un reticolo cristallino ionico dovuta alle interazioni elettrostatiche fra gli ioni (energia di Madelung). Essa rappresenta in pratica la somma di fattori geometrici.
Prende nome dal fisico tedesco Erwin Madelung.

## Descrizione
Per descrivere come si ricava l'origine della costante di Madelung si fa riferimento al calcolo dell'energia di Madelung applicato al caso più semplice, ovvero quello rappresentato da un reticolo unidimensionale formato da ioni di carica opposta che si alternano disposti in successione lineare posti a una distanza R (distanza interionica). Prendendo come riferimento un determinato ione e ponendolo arbitrariamente a distanza R=0, applicando la legge di Coulomb per il calcolo dell'energia potenziale dovuta alle interazioni totali fra gli ioni, essendo le distanze successive rispettivamente R, 2R, 3R, 4R..., si perviene a
{\displaystyle U={\frac {1}{4\pi \varepsilon _{0}}}\left(-{\frac {z_{1}z_{2}e^{2}}{R}}+{\frac {z_{1}z_{2}e^{2}}{2R}}-{\frac {z_{1}z_{2}e^{2}}{3R}}+{\frac {z_{1}z_{2}e^{2}}{4R}}-...\right)=-{\frac {z_{1}z_{2}e^{2}}{4\pi \varepsilon _{0}R}}\left(1-{\frac {1}{2}}+{\frac {1}{3}}-{\frac {1}{4}}+...\right)=-{\frac {z_{1}z_{2}e^{2}}{4\pi \varepsilon _{0}R}}\ln 2}
utilizzando lo sviluppo in serie di Taylor
{\displaystyle \ln(1+x)=x-{\frac {x^{2}}{2}}+{\frac {x^{3}}{3}}-{\frac {x^{4}}{4}}+\dots }
Per tenere in considerazione le interazioni per ciascun lato (il destro e il sinistro nell'arrangiamento lineare considerato) occorre moltiplicare il valore dell'energia per un fattore 2, mentre moltiplicando per il numero di Avogadro NA si ottiene infine l'espressione dell'energia per una mole di ioni. Alla fine si ottiene quindi
{\displaystyle U=-{\frac {2z_{1}z_{2}N_{A}e^{2}}{4\pi \varepsilon _{0}R}}\ln 2}
2 ln 2 rappresenta la costante di Madelung relativa al reticolo considerato. Indicando tale costante con α si ricava l'espressione generica dell'energia di Madelung
{\displaystyle U=-{\frac {\alpha z_{1}z_{2}N_{A}e^{2}}{4\pi \varepsilon _{0}R}}}
La costante di Madelung dipende dalla specifica geometria della struttura cristallina considerata e nel caso di un reticolo ionico tridimensionale il suo calcolo risulta più complesso. Ewald, Evjen e Frank per facilitare i calcoli hanno ricavato l'espressione
{\displaystyle \alpha =R\sum _{k}\pm {\frac {n_{k}}{r_{k}}}}
dove nk è il numero di ioni k-esimi vicini allo ione preso come riferimento e rk la distanza dei k-esimi ioni vicini allo stesso ione di riferimento. Questi valori sono riportati in letteratura riferiti alle diverse simmetrie cristalline. Ad esempio, nel salgemma uno ione Na+ sito al centro della struttura cubica compatta, è coordinato da 6 ioni Cl- a distanza R, poi interagisce con 12 ioni Na+ a distanza √2 R, con 8 ioni Cl- a distanza √3 R, con 6 ioni Na+ a distanza √4 R e così via. Quindi, in questo caso si ottiene
{\displaystyle \alpha =6-{\frac {12}{\sqrt {2}}}+{\frac {8}{\sqrt {3}}}-{\frac {6}{\sqrt {4}}}+\dots }

## Valori della costante di Madelung
La tabella elenca i valori della costante di Madelung relativa a varie strutture.
| Struttura cristallina   | Costante di Madelung |
| ----------------------- | -------------------- |
| Zincoblenda (ZnS)       | 1,63806              |
| Wurtzite (ZnS)          | 1,64132              |
| Salgemma (NaCl)         | 1,747558             |
| Cloruro di cesio (CsCl) | 1,762670             |
| Cuprite (Cu2O)          | 4,3224               |
| Quarzo β (SiO2)         | 4,4394               |
| Quarzo superiore (SiO2) | 4,4633               |
| Ioduro di cadmio (CdI2) | 4,71                 |
| Anatasio (TiO2)         | 4,800                |
| Rutilo (TiO2)           | 4,816                |
| Fluorite (CaF2)         | 5,03878              |
| Antifluorite            | 5,03878              |
| Corindone (Al2O3)       | 25,0312              |